# Општина Појенешти (Васлуј)
Појенешти (рум. Poieneşti) општина је у Румунији у округу Васлуј.
Oпштина се налази на надморској висини од 377 m.